# Magozd
Magozd (Duits: Magost) is een plaats in Slovenië en maakt deel uit van de gemeente Kobarid in de NUTS-3-regio Goriška. De plaats telde 64 inwoners op 1 januari 2020.

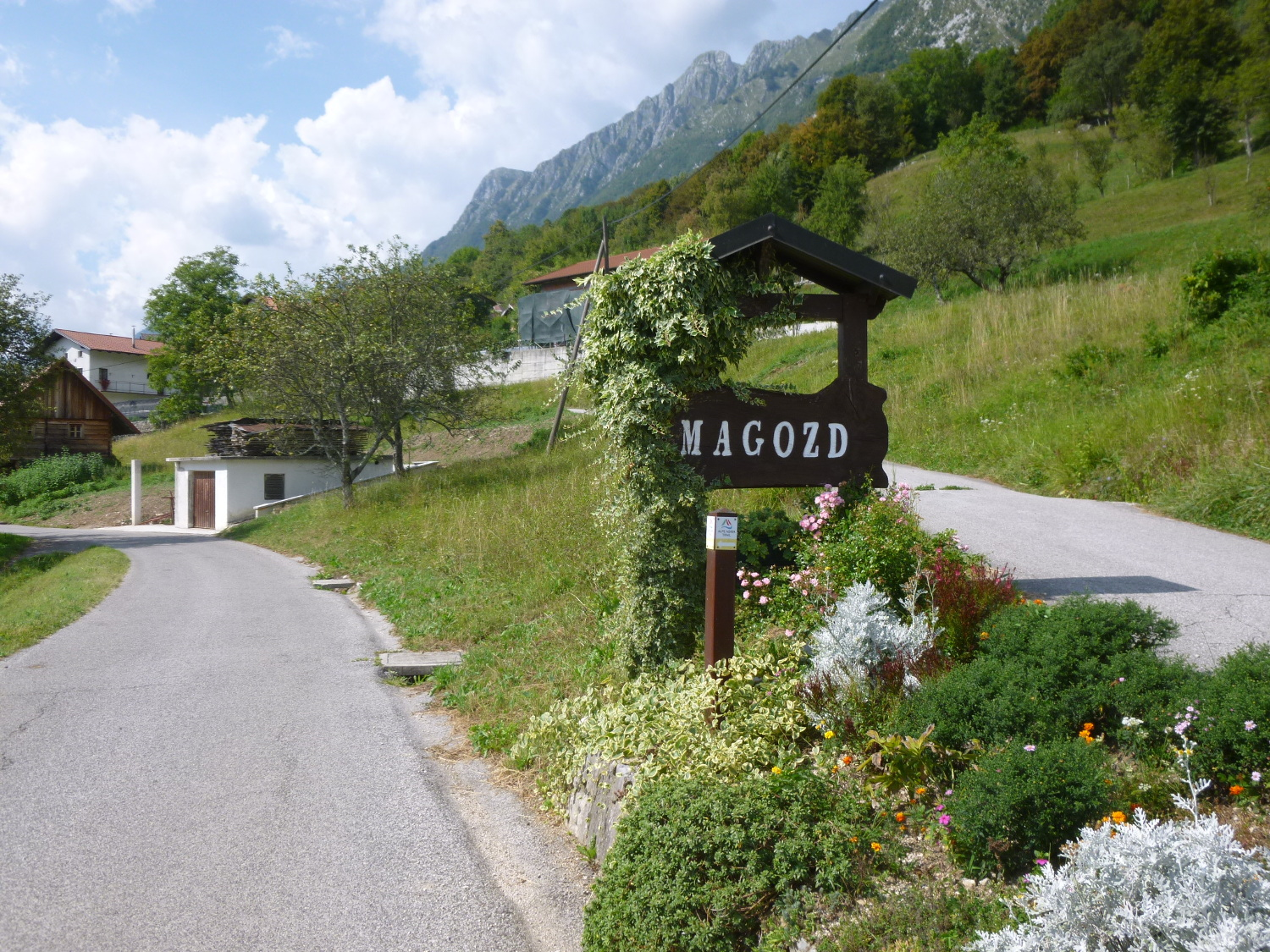
Dorpsaanzicht